# Witburga z Dereham
Witburga z Dereham (zm. 17 marca 743) – anglosaska księżniczka i mniszka. Święta katolicka i prawosławna. 
Jej ojcem był król Anna, władca Anglii Wschodniej. Pochodziła z religijnej rodziny. Jej brat Jurmin oraz siostry (Seksburga, Edeltruda, Edelburga oraz Setryda) zostali także uznani świętymi.
Witburga wstąpiła do zakonu, kiedy jej ojciec poległ na polu bitwy (około 650 rok). Udała się wówczas do East Dereham, które było wówczas miejscem odludnym. Tam rozpoczęła budowę kościoła i klasztoru żeńskiego, którą ukończono po jej śmieci. Zmarła w roku 743.
Zmarłą pochowano na cmentarzu w East Dereham. W 793 roku dokonano ekshumacji ciała zmarłej w celu przeniesienia ciała do kościoła. Okazało się, że ciało nie uległo rozkładowi Od tej pory miejsce stało się celem licznych pielgrzymek. 
W 974 roku Birthnoth, opat klasztoru w Ely, dokonał zbrojnej napaści na opactwo East Dereham i ukradł ciało świętej. Zostało ono złożone w Ely obok szczątków jej sióstr - św. Edeltrudy i św. Seksburgi oraz córki tej ostatniej - św. Ermenildy. W 1106 roku całą czwórkę pochowano obok ołtarza głównego nowego kościoła. W czasie przeniesienia okazało się, że z ciał Seksburgi i  Ermenildy pozostały kości, zaś ciała Edeltrudy i Witburgi nie uległy rozkładowi. Relikwie świętych zostały zniszczone  w XVI wieku w czasie reformacji, zgodnie z dekretem króla Henryka VIII.
Mnich Thomas w swojej historii Ely wspomina, że na cmentarzu East Dereham, w miejscu pierwszego pochówku Witburgi, trysnęło źródło. Dziś nosi ono nazwę Studni Witburgi.  